# Edpercivalia shandi
Edpercivalia shandi là một loài Trichoptera trong họ Hydrobiosidae. Chúng phân bố ở miền Australasia.